# Veres
Veres (szlovákul: Červeňany, korábban Vereš) község Szlovákiában, a Besztercebányai kerületben, a Nagykürtösi járásban.

## Fekvése
Nagykürtöstől 29 km-re északkeletre, a Tiszovnyik partján fekszik.

## Története
A települést 1345-ben "Verus" alakban említik először. 1348-ban "Veres" néven említik. Mai hivatalos nevét csak 1948-ban kapta. A divényi uradalomhoz tartozott. A 16. és 17. században a Balassák birtoka. 1686-ban a Zichy család szerzett itt birtokot, később a Kálnokyaknak is volt itt területe. 1715-ben és 1720-ban 13 háztartása volt. 1828-ban 26 házában 172 lakos élt, akik főként mezőgazdasággal foglalkoztak. A 18. században sörfőzde működött a községben.
Vályi András szerint "VERES. Tót falu Nógrád Várm. földes Ura Gr. Zichy Uraság, lakosai többfélék, fekszik Felső Tiszovnyikhoz nem meszsze, és annak filiája; határja középszerű."
Fényes Elek szerint "Veres, Nógrád m. tót falu, egy kősziklák közé szoritott keskeny völgyben: 1 kath., 16 evang. lak. F. u. gr. Zichy, b. Balassa. Ut. p. Losoncz."
Nógrád vármegye monográfiája szerint "Veres. A felsőtisztási és a nagylámi hegyek alatt fekvő kisközség. Házainak száma 33, lakosaié 208, a kik tótajkúak és evangélikus vallásúak. Postája Felsőtisztás, távírója Gács, vasúti állomása Nógrádszakal. A község 1548-ban Balassa Imre és János, 1598-ban Balassa Zsigmond, 1660-ban Balassa Imre birtoka volt. 1686-ban gróf Zichy István nyerte adományúl. 1715-ben 14 és 1720-ban 13 tót háztartást írtak itt össze. 1770-től a Zichy és a Balassa családok voltak a földesurai, de később a gróf Kálnoky családnak volt itt birtoka. Jelenleg nagyobb birtokosa nincsen. 1873-ban a kolera itt is erősen pusztított."
A trianoni békeszerződésig Nógrád vármegye Gácsi járásához tartozott. Ma a járás legkisebb települése, csak 18 család él itt.

## Népessége
| Év:            | 1994. | 2004.    | 2014. | 2024.   |
| -------------- | ----- | -------- | ----- | ------- |
| Emberek száma: | 28    | 40       | 44    | 41      |
| Eltérés:       |       | +42,85 % | +10 % | -6,81 % |

| Év:            | 2023. | 2024.    |
| -------------- | ----- | -------- |
| Emberek száma: | 36    | 41       |
| Eltérés:       |       | +13,88 % |

1910-ben 203-an, túlnyomórészt szlovákok lakták.
2001-ben 29 lakosából 19 szlovák volt.
2011-ben 44 lakosából 32 szlovák.

## Nevezetességei
- Haranglába 1800 körül épült, harangját 1760-ban öntötték.
- A faluban gazdag hagyományai vannak a hímzésnek és csipkeverésnek.

## Külső hivatkozások
- E-obce.sk Archiválva 2009. november 21-i dátummal a Wayback Machine-ben
- Községinfó
- Veres Szlovákia térképén
- E-obec.sk